# Diaboliquement vôtre
Diaboliquement vôtre is een Franse misdaadfilm uit 1967 onder regie van Julien Duvivier.

## Verhaal
Georges heeft een auto-ongeluk gehad. Daardoor lijdt hij aan geheugenverlies. Hij kan zich niet herinneren dat hij rijk is en hij weet zelfs niet dat hij getrouwd is.

## Rolverdeling
| Acteur          | Personage                       |
| --------------- | ------------------------------- |
| Alain Delon     | Pierre Lagrange / Georges Campo |
| Senta Berger    | Christiane                      |
| Peter Mosbacher | Kim                             |
| Claude Piéplu   | Decorateur                      |
| Albert Augier   | Arts                            |
| Renate Birgo    | Verpleegster                    |
| Georges Montant | Brigadier                       |
| Sergio Fantoni  | Freddie                         |